# William Henry Sowden

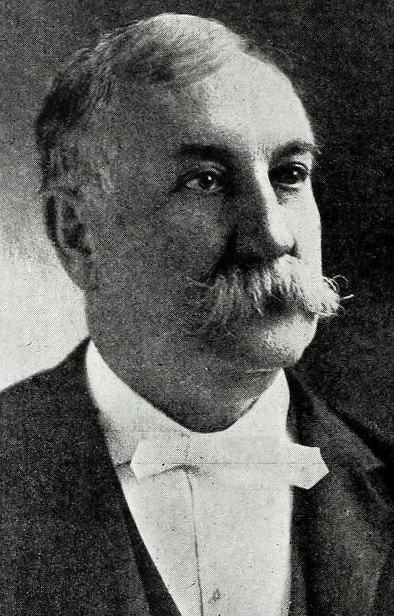
William Henry Sowden

William Henry Sowden (* 6. Juni 1840 in Liskeard,  Cornwall, England; † 3. März 1907 in Allentown, Pennsylvania) war ein englisch-amerikanischer Politiker. Zwischen 1885 und 1889 vertrat er den Bundesstaat Pennsylvania im US-Repräsentantenhaus.

## Werdegang
Im Jahr 1846 kam William Sowden mit seinem Vater aus seiner englischen Heimat nach Philadelphia. Später zogen sie nach Allentown weiter, wo er die öffentlichen Schulen sowie die Allentown Academy besuchte. Zwischen August 1862 und Mai 1863 diente er während des Bürgerkrieges als Soldat im Heer der Union. Dabei wurde er zwischenzeitlich schwer verwundet. Nach einem anschließenden Jurastudium und seiner 1865 erfolgten Zulassung als Rechtsanwalt begann er in Allentown in diesem Beruf zu arbeiten. Von 1872 bis 1874 war er Staatsanwalt im dortigen Lehigh County. Politisch wurde er Mitglied der Demokratischen Partei. 1874 kandidierte er erfolglos für das Amt des Vizegouverneurs seines Staates. Zwei Jahre später scheiterte seine erste Kandidatur für den Kongress. Im Juli 1884 nahm er als Delegierter an der Democratic National Convention in Chicago teil, auf der Grover Cleveland als Präsidentschaftskandidat nominiert wurde.
Bei den Kongresswahlen des Jahres 1884 wurde Sowden im zehnten Wahlbezirk von Pennsylvania in das US-Repräsentantenhaus in Washington, D.C. gewählt, wo er am 4. März 1885 die Nachfolge von William Mutchler antrat. Nach einer Wiederwahl konnte er bis zum 3. März 1889 zwei Legislaturperioden im Kongress absolvieren. Im Jahr 1888 verzichtete er auf eine weitere Kandidatur.
Nach dem Ende seiner Zeit im US-Repräsentantenhaus praktizierte Sowden wieder als Anwalt. Von 1900 bis 1902 war er auch juristischer Vertreter seiner Heimatstadt Allentown. Im Jahr 1900 war er noch einmal Delegierter zur Democratic National Convention. Danach wechselte er zu den Republikanern. Im Jahr 1904 bewarb er sich als Kandidat seiner neuen Partei erfolglos um die Rückkehr in den Kongress. 1906 wurde er juristischer Vertreter des Lehigh County. William Sowden starb am 3. März 1907 in Allentown, wo er auch beigesetzt wurde.